# Константінос Міцотакіс
Константінос Міцотакіс (грец. Κωνσταντίνος Μητσοτάκης; 18 жовтня 1918, Ханья — 29 травня 2017, Афіни) — грецький політик, двічі обіймав посаду міністра закордонних справ Греції. Прем'єр-міністр Греції в 1990—1993 роках.

## Біографія
Народився в місті Ханья на Криті. Освіту здобув в Афінському університеті. Як і багато грецьких державних діячів, належить до однієї з політичних династій: племінник видатного політика, багаторазового прем'єр-міністра і лідера Греції в Балканських війнах Елефтеріоса Венізелоса, син і онук депутатів парламенту.
Протягом політичної кар'єри був соратником Андреаса Папандреу, але «зрадив» його на чолі так званої «апостасії» 1960-х років. У 1978 році вступив в партію «Нова Демократія», трьома роками пізніше змінив Георгіоса Ралліса на посаді її лідера. Був прем'єр-міністром Греції з 1990 по 1993 рік, коли програв дострокові вибори Андреасу Папандреу. Водночас з 1990 по 1991 року поєднував обов'язки міністра національної економіки Греції. Головною причиною його відставки було, так зване, «македонське питання» — конфлікт навколо міжнародної назви колишньої югославської Республіки Македонія.
На початок 2010-х обіймав посаду почесного голови партії «Нова Демократія». 2007 року його госпіталізували, аби зробити коронарне шунтування у медичному центрі Онассіса.
Дочка Міцотакіса Дора Бакоянні обіймала посаду мера Афін, міністра закордонних справ Греції. Син Кіріакос Міцотакіс — також політик, депутат Грецького парламенту від партії «Нова Демократія».